# 공산불뉴
공산불뉴(公山不狃)는 전국시대 노나라 사람이다. 선대에 관해 전하는 문헌이 없다.

## 개요
영화 《공자》에서는 공산뉴라는 이름으로 등장하여 삼환(계손, 맹손, 숙손), 계손사(季孫斯, 계환자 季桓子)에 반대하여 반란을 일으키고 공자가 이를 막아내는 내용이 전개된다.
반면 《열국지》에 따르면 공자는 노나라에서 전횡을 일삼는 삼환씨와 계손사(季孫斯)에 대해서 부정적이었기 때문에 공산불뉴(公山不)가 공자를 초정했을 때 가려고 하였으나 제자들의 만류로 가지 않았다고 한다.
청나라 때 강영(江永)은 《향당도고》(鄕黨圖考)에서 공산불뉴(公山不狃)와 양호(陽虎)가 삼환, 계환자를 제거하고자 모의하였지만 실제로 읍을 점거하고 병사를 일으킨 적이 없다고 설명하며 공산불뉴의 반란 사실을 부정하였다.

## 출신
공(公)씨는 고대에 60여 개의 복성이 줄어 단성이 되었다. 따라서 공산불뉴(公山不狃)의 출신을 파악하기 어렵다. 정황적으로 노나라 삼환의 전횡에 반대하여 난을 일으켰기 때문에 노나라 계통의 공씨와의 관련성은 낮다.

## 같이 보기
- 공자
- 계손사